# Люфтельберг (замок)
Люфтельберг (нем. Burg Lüftelberg) — замок на воде в городе Меккенхайм в округе Рейн-Зиг в земле Северный Рейн-Вестфалия в Германии. Свой современный вид замок приобрёл в XVIII веке.

## История

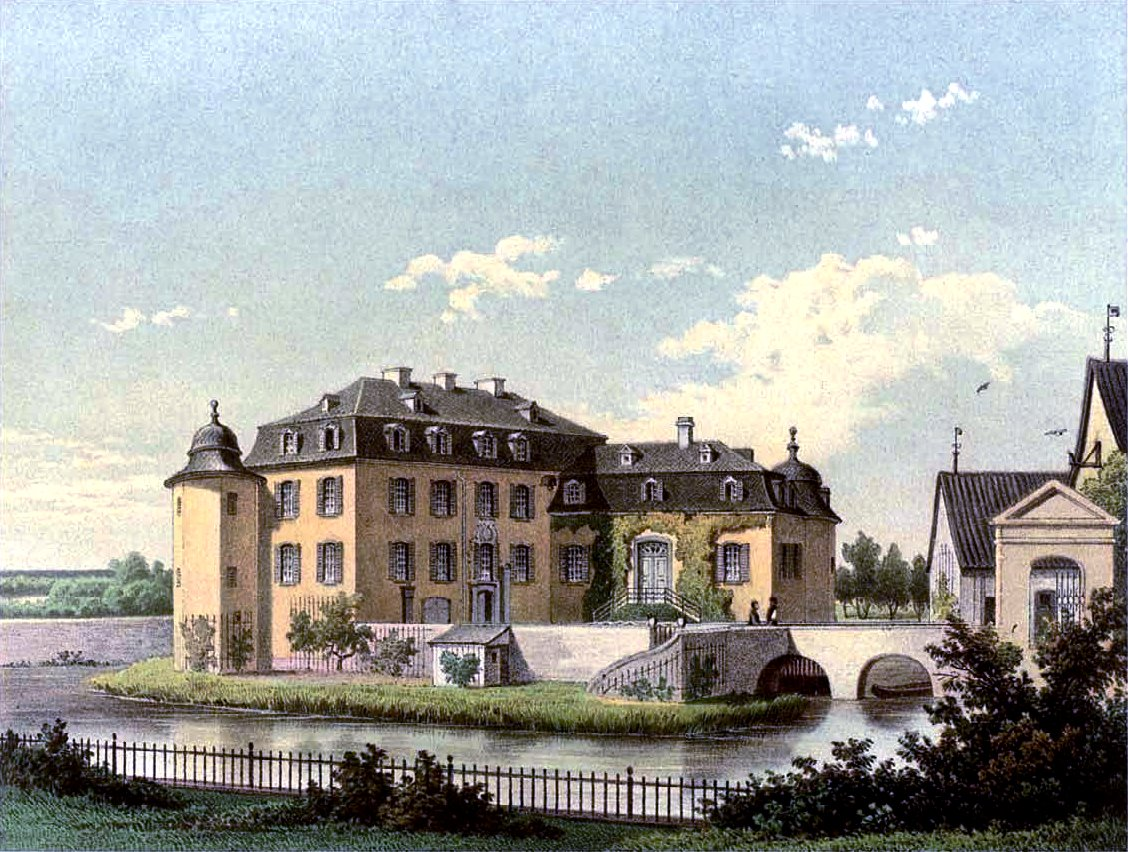
Замок на хромолитографии середины XIX века

Укрепления на месте современного Люфтельберга впервые упоминаются в документах за 1260 год, которые обнаружены в архиве графа Вильгельма IV Юлиха. Крепость располагалась в центре сеньории, которая располагалась среди гор, получивших название Люфтельберг. Считается, что название местности, а соответственно и замка, происходит от имени святого Люфтхилдиса. Первым из известных владельцев замка стал Дитрих фон Фольмештайн, который продал свои владения братьям Иоганну и Концу фон Вишених в 1358 году. С 1448 по 1548 год замок находился во владении семьи фон Гюмних. 
Ранний средневековый комплекс был сильно перестроен в XV веке. Его окружили глубокими рвами, а замок укрепили угловыми круглыми башнями. С середины XVII века резиденция оказалась во владении рода Шалль фон Белль, боковой ветви семьи фон Форст-Ломбек. В период между 1775 и 1780 годами по распоряжению Йозефа Клеменса фон дер Ворста цу Ломбека замок был реконструирован придворным архитектором Иоганном Генрихом Ротом. Большинство зданий были перестроены в стиле барокко. В 1827 году замок перешёл в собственность семьи фон Йорданс. 
Во время Второй мировой войны Люфтельберг был серьёзно повреждён.

## Современное состояние
В настоящее время замок отреставрирован и открыт для посетителей.

## Описание замка
Замок состоит из двух основных господских зданий, а также форбурга. Вокруг резиденции расположены сады и парк. 
Главный корпус представляет собой двухэтажное особняк на высоком цоколе в юго-западной части резиденции. На северо-западе построено ещё одно здание. Интерьеры оформлены в стиле барокко. На отдельном острове располагается барочный сад.

## Галерея

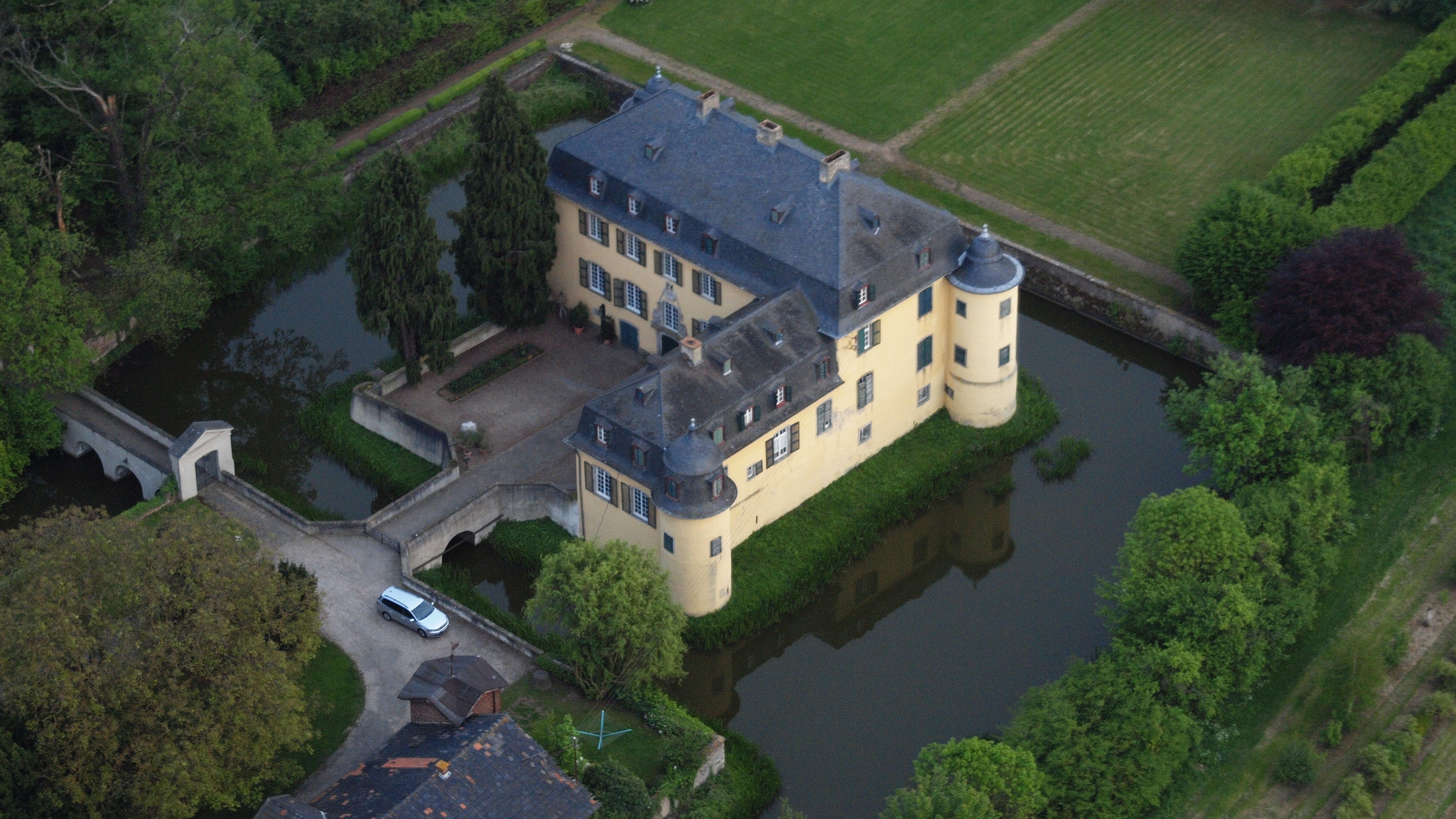
Вид зданий резиденции с высоты птичьего полёта
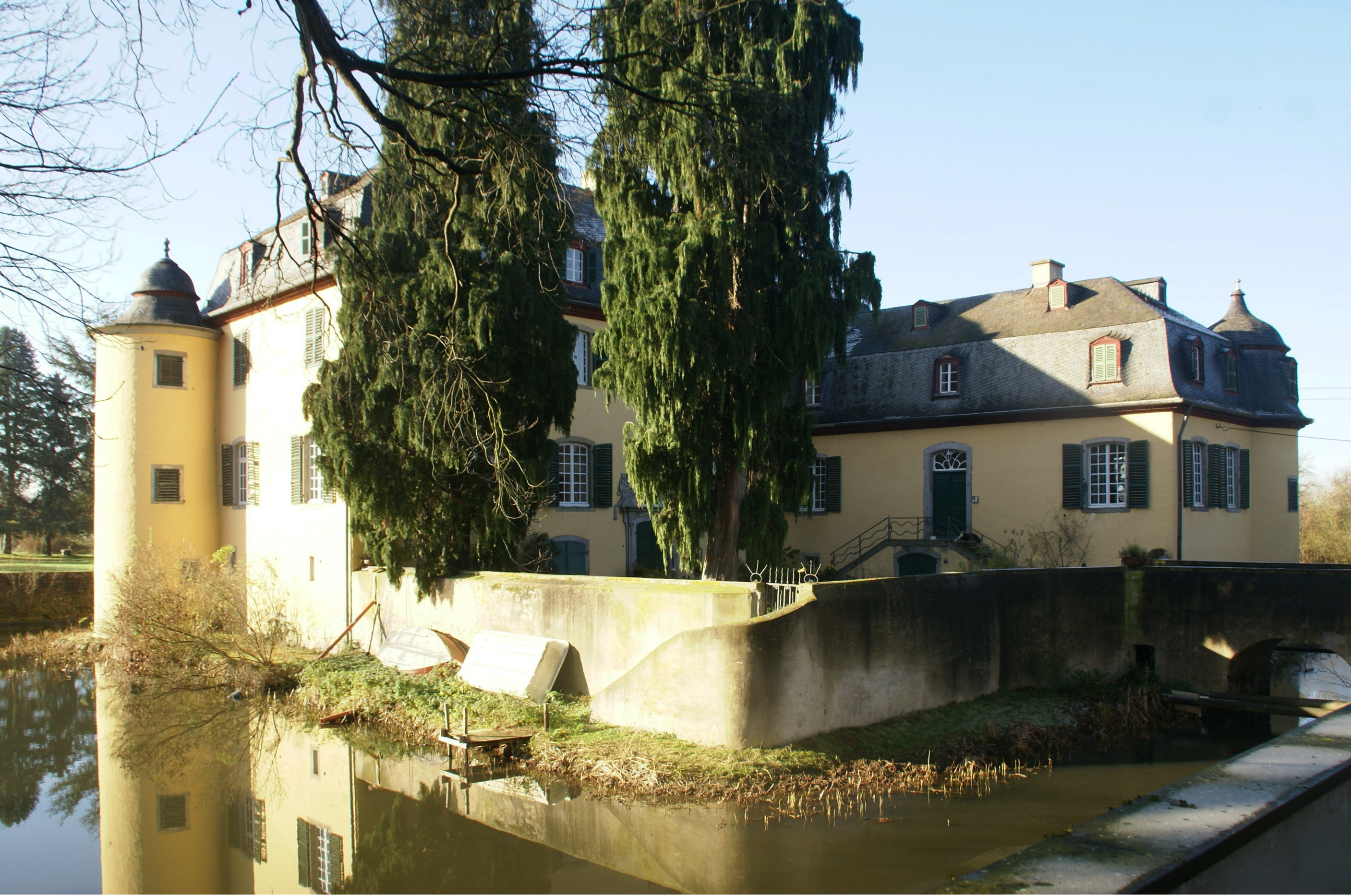
Вид замка и маленького внутреннего садика
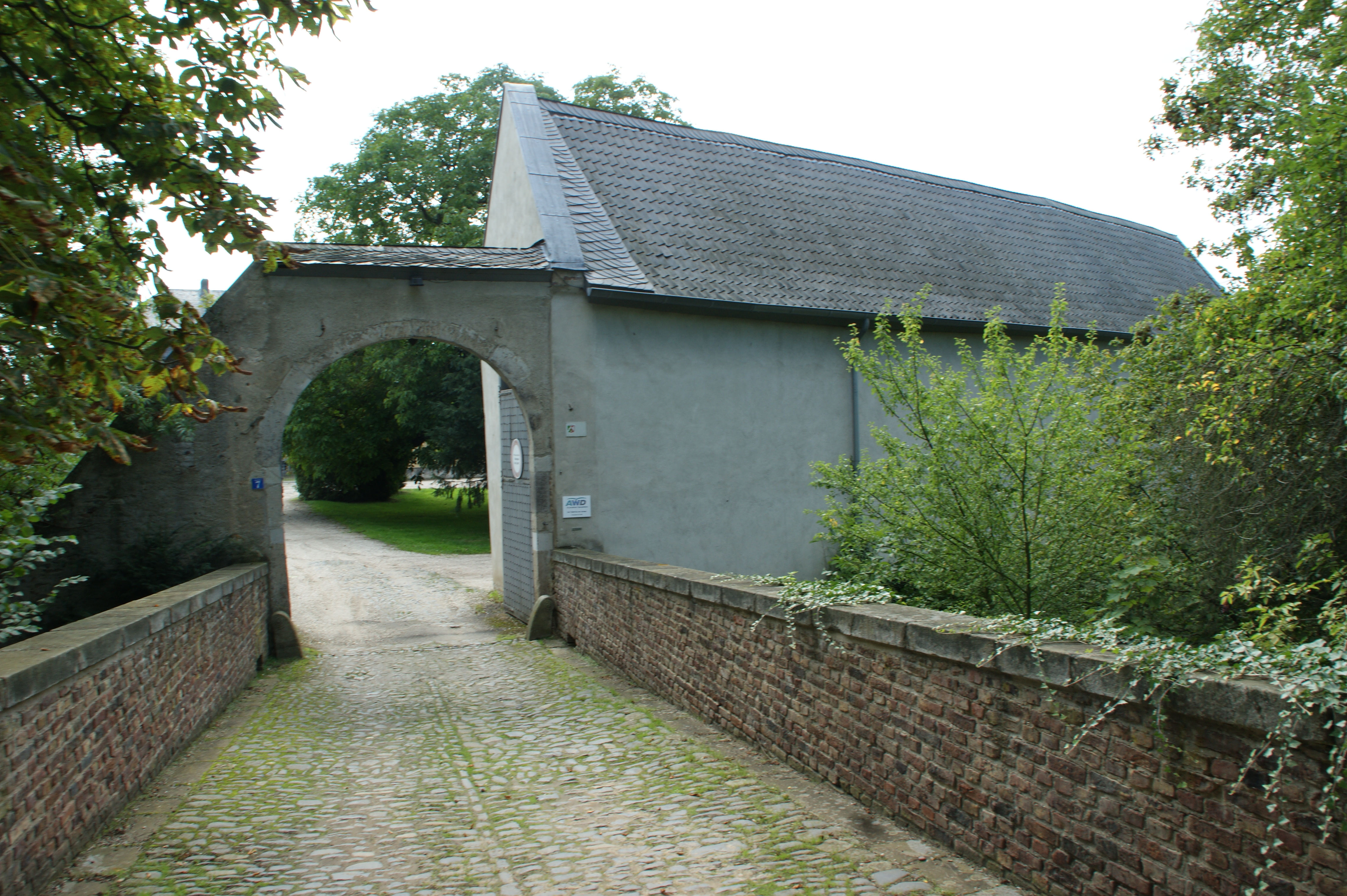
Вход в замок
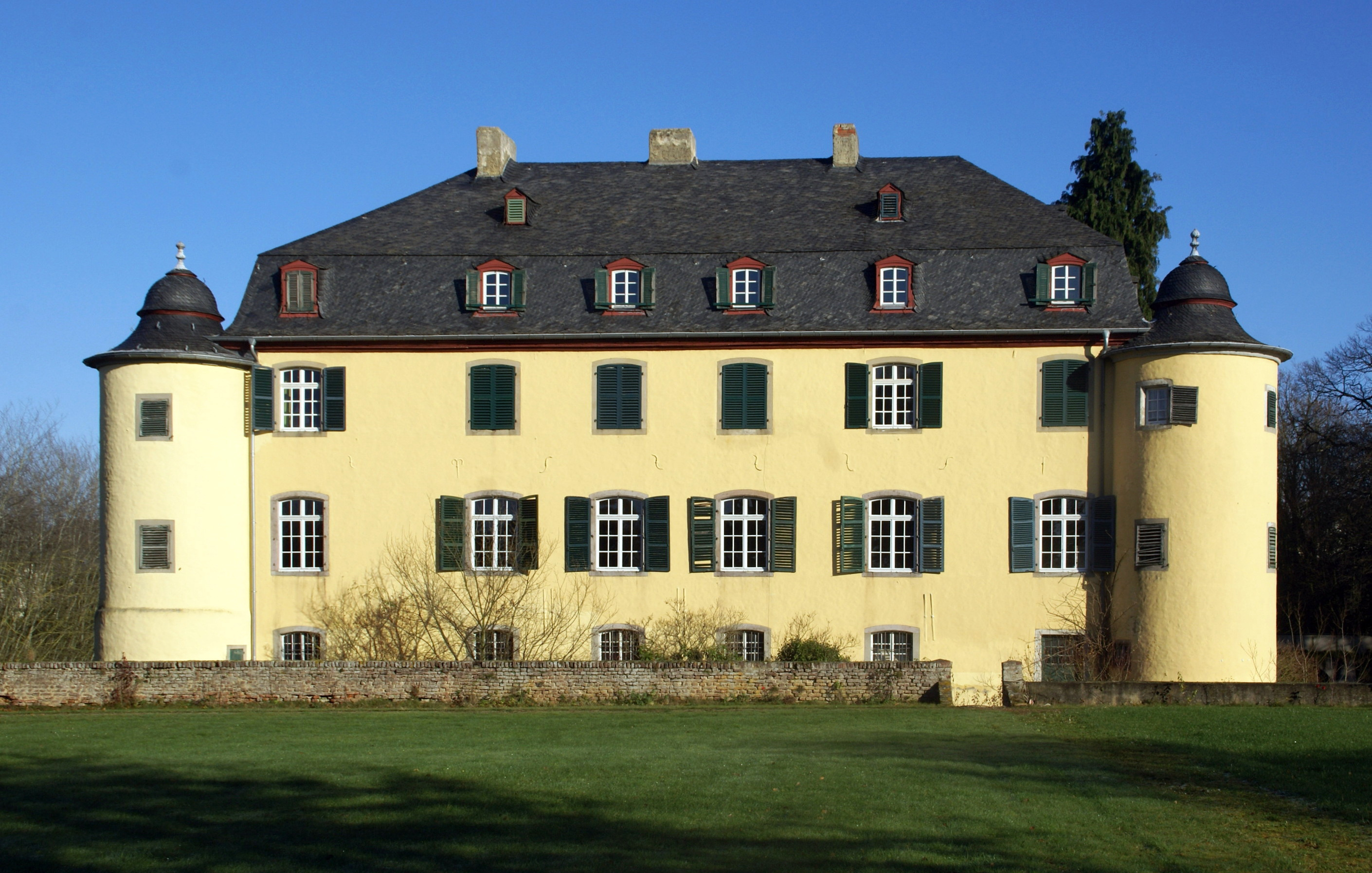
Один из фасадов главной резиденции